# Unione Calcio AlbinoLeffe 2002-2003
Questa voce raccoglie le informazioni riguardanti l'Unione Calcio AlbinoLeffe nelle competizioni ufficiali della stagione 2002-2003.

## Stagione
Nella stagione 2002-2003 la squadra orobica allenata da Elio Gustinetti disputa il girone A del campionato di Serie C1, ottiene la promozione in Serie B, dopo essere giunta seconda con 63 punti alle spalle del promosso Treviso, primo con 65 punti, vincendo i Play-off, nei quali in semifinale ha superato il Padova e poi in finale ha la meglio sul Pisa, rimontando la sconfitta dell'andata (2-1) con un (4-2) maturato nei tempi supplementari, allo Stadio Martinelli.
Capocannoniere della squadra bergamasca in campionato è stato Bonazzi con 17 reti; seguito da Araboni con 12; Gobbi con 7 centri; Raimondi con 5; Carobbio con 4; Biava e Regonesi con 3; Morante con 2 e Marco Teani, Del Prato, Fusi, Garlini, Espinal, Salandra e Spampatti con 1 rete.
Nella Coppa Italia Tim Cup i biancoazzurri sono stati eliminati nella fase a gironi nel gruppo 2, vinto dal Vicenza. Mentre nella Coppa Italia di Serie C nei sedicesimi superano il Monza, per poi essere eliminati negli ottavi dalla Pro Patria.

## Rosa
| N. |                   | Ruolo | Calciatore              |
| -- | ----------------- | ----- | ----------------------- |
|    | Italia (bandiera) | P     | Paolo Acerbis           |
|    | Italia (bandiera) | P     | Achille Coser           |
|    | Italia (bandiera) | D     | Giuseppe Biava          |
|    | Italia (bandiera) | D     | Roberto Birolini        |
|    | Italia (bandiera) | D     | Nicola Consoli          |
|    | Italia (bandiera) | D     | Pierre Giorgio Regonesi |
|    | Italia (bandiera) | D     | Damiano Sonzogni        |
|    | Italia (bandiera) | D     | Marco Teani             |
|    | Italia (bandiera) | D     | Ruben Garlini           |
|    | Italia (bandiera) | C     | Filippo Carobbio        |
|    | Italia (bandiera) | C     | Alberto Colombo         |
|    | Italia (bandiera) | C     | Ivan Del Prato          |
|    | Italia (bandiera) | C     | Michele Fusi            |

| N. |                            | Ruolo | Calciatore        |
| -- | -------------------------- | ----- | ----------------- |
|    | Italia (bandiera)          | C     | Massimo Gobbi     |
|    | Italia (bandiera)          | C     | Marco Marchesi    |
|    | Italia (bandiera)          | C     | Pietro Picinali   |
|    | Italia (bandiera)          | C     | Mirco Poloni      |
|    | Italia (bandiera)          | C     | Cristian Raimondi |
|    | Italia (bandiera)          | A     | Christian Araboni |
|    | Italia (bandiera)          | A     | Alberto Bernardi  |
|    | Italia (bandiera)          | A     | Roberto Bonazzi   |
|    | Rep. Dominicana (bandiera) | A     | José Espinal      |
|    | Italia (bandiera)          | A     | Daniele Morante   |
|    | Italia (bandiera)          | A     | Roberto Pellegris |
|    | Italia (bandiera)          | A     | Stefano Salandra  |
|    | Italia (bandiera)          | A     | Fabio Spampatti   |

## Risultati

### Serie C1

#### Girone di andata
| Arbitro: | G. Rubino (Salerno) |

|           |           |            |
| Gobbi 57’ | Marcatori | 48’ Miftah |

| Alzano Lombardo 8 settembre 2002 2ª giornata | Alzano Virescit | 0 – 0 | AlbinoLeffe | Stadio Carillo Pesenti Pigna\| Arbitro: \| Banti (Livorno) \| |
| Arbitro:                                     | Banti (Livorno) |       |             |                                                               |

| Arbitro: | Giachero (Pinerolo) |

|                            |           |                 |
| Luppi 77’ (aut.) Teani 85’ | Marcatori | 50’, 73’ Myrtaj |

| Arbitro: | Saveri (Viterbo) |

|              |           |                  |
| Deflorio 71’ | Marcatori | 12’, 46’ Araboni |

| Arbitro: | Torella (Roma) |

|                    |           |               |
| Bonazzi 89’ (rig.) | Marcatori | 9’ M. Ragatzu |

| Arbitro: | Vicinanza (Albenga) |

|  |           |                          |
|  | Marcatori | 28’ Gobbi 90+4’ Carobbio |

| Arbitro: | Lops (Torino) |

|                                |           |  |
| Biava 55’ Bonazzi 90+2’ (rig.) | Marcatori |  |

| Arbitro: | Ioseffi (Siena) |

|                   |           |             |
| Pisano 13’ (rig.) | Marcatori | 64’ Bonazzi |

| Arbitro: | Masin (Cervignano del Friuli) |

|                                                     |           |                 |
| Carobbio 27’ Barbagli 48’ (aut.) Araboni 68’ (rig.) | Marcatori | 58’ Campofranco |

| Arbitro: | Tagliavento (Terni) |

|  |           |               |
|  | Marcatori | 59’ Del Prato |

| Arbitro: | Masiero (Mestre) |

|                        |           |  |
| Biava 16’ Raimondi 56’ | Marcatori |  |

| Arbitro: | Ferraro (Crotone) |

|                       |           |            |
| Scarpa 80’ Turato 82’ | Marcatori | 7’ Bonazzi |

| Arbitro: | Ciancaleoni (Foligno) |

|                            |           |                                             |
| Di Rocco 16’ Banchelli 88’ | Marcatori | 22’, 81’ Bonazzi 24’ Araboni 41’, 67’ Gobbi |

| Arbitro: | Sacco (Civitavecchia) |

|                                    |           |  |
| Raimondi 38’ Bonazzi 66’ Gobbi 90’ | Marcatori |  |

| Arbitro: | Rocchi (Firenze) |

|                            |           |                                     |
| Succi 2’ Ginestra 39’, 54’ | Marcatori | 4’ Biava 10’ Bonazzi 90+4’ Carobbio |

| Arbitro: | Giannoccaro (Lecce) |

|             |           |          |
| Garlini 42’ | Marcatori | 3’ Tatti |

| Arbitro: | Zambon (Padova) |

|                        |           |                          |
| Botti 52’ N. Russo 66’ | Marcatori | 11’ Araboni 28’ Raimondi |

#### Girone di ritorno
| Arbitro: | Nicoletti (Macerata) |

|  |           |                  |
|  | Marcatori | 63’, 65’ Araboni |

| Arbitro: | Vicinanza (Albenga) |

|                                                         |           |  |
| Araboni 47’, 53’ Bonazzi 58’ Morante 69’ Salandra 90+1’ | Marcatori |  |

| Arbitro: | Banti (Livorno) |

|               |           |  |
| Confalone 78’ | Marcatori |  |

| Arbitro: | Ferraro (Crotone) |

|                         |           |                |
| Carobbio 4’ Bonazzi 30’ | Marcatori | 90+3’ Pessotto |

| Arbitro: | Vicinanza (Albenga) |

|               |           |             |
| Mirabelli 69’ | Marcatori | 7’ Raimondi |

| Arbitro: | Nicoletti (Macerata) |

|                      |           |  |
| Bonazzi 90+2’ (rig.) | Marcatori |  |

| Arbitro: | Giannoccaro (Lecce) |

|  |           |                           |
|  | Marcatori | 55’ Araboni 90+2’ Bonazzi |

| Arbitro: | Brunialti (Trento) |

|                                   |           |                       |
| Bonazzi 43’ (rig.) Regonesi 90+1’ | Marcatori | 46’ Caverzan 83’ Coti |

| Arbitro: | Gava (Conegliano) |

|  |           |             |
|  | Marcatori | 67’ Bonazzi |

| Arbitro: | Zanzi (Lugo di Romagna) |

|              |           |              |
| Regonesi 51’ | Marcatori | 36’ A. Villa |

| Arbitro: | Pantana (Macerata) |

|               |           |  |
| Romairone 48’ | Marcatori |  |

| Arbitro: | Barbirati (Ferrara) |

|                           |           |                                            |
| Bonazzi 11’ Espinal 90+3’ | Marcatori | 8’ De Gasperi 43’ Carteri 48’, 79’ Sgrigna |

| Arbitro: | Orsato (Schio) |

|                          |           |               |
| Regonesi 82’ Morante 87’ | Marcatori | 20’ Banchelli |

| Arbitro: | Brunialti (Trento) |

|                       |           |               |
| Lamma 26’ Florean 90’ | Marcatori | 90+4’ Morante |

| Arbitro: | Torella (Roma) |

|             |           |               |
| Bonazzi 30’ | Marcatori | 33’ Ferronato |

| Arbitro: | Squillace (Catanzaro) |

|                                  |           |                                        |
| Artico 43’ Tatti 75’ Temelin 83’ | Marcatori | 13’, 86’ Araboni 16’ Bonazzi 31’ Gobbi |

| Arbitro: | Rodomonti (Teramo) |

|                                    |           |               |
| Raimondi 3’ Fusi 83’ Spampatti 88’ | Marcatori | 86’ B. Pagano |

### Play-off
| Arbitro: | Rocchi (Firenze) |

|             |           |                           |
| Orlando 54’ | Marcatori | 10’ Regonesi 90’ Carobbio |

| Arbitro: | Ferraro (Crotone) |

|  |           |              |
|  | Marcatori | 33’ Ginestra |

| Arbitro: | Mariuzzo (Venezia) |

|                             |           |             |
| Ambrosi 4’ G. Anaclerio 51’ | Marcatori | 30’ Bonazzi |

| Arbitro: | Giannoccaro (Lecce) |

|                                         |           |                             |
| Araboni 39’, 60’ Carobbio 99’ Fusi 113’ | Marcatori | 47’ Varricchio 107’ Furiani |

### Coppa Italia

#### Primo turno
| Arbitro: | Bergonzi (Genova) |

|                           |           |              |
| Araboni 9’ Salandra 90+4’ | Marcatori | 76’ Ginestra |

| Arbitro: | Girardi (San Donà di Piave) |

|                                         |           |             |
| Marcolini 38’ Zanchetta 42’ Schwoch 55’ | Marcatori | 30’ Araboni |

| La Spezia 11 settembre 2002, ore 20:45 3ª giornata | Spezia         | 0 – 0 | AlbinoLeffe | Stadio Alberto Picco (552 spett.)\| Arbitro: \| Pieri (Genova) \| |
| Arbitro:                                           | Pieri (Genova) |       |             |                                                                   |

### Coppa Italia Serie C

#### Sedicesimi di finale
| Arbitro: | Giachero (Pinerolo) |

|  |           |                                 |
|  | Marcatori | 16’, 79’ Spampatti 41’ Salandra |

| Arbitro: | Finazzi (Torino) |

|               |           |                     |
| Garlini 90+3’ | Marcatori | 65’ (aut.) Birolini |

#### Ottavi di finale
| Arbitro: | Liberti (Genova) |

|                |           |  |
| R. Colombo 54’ | Marcatori |  |

| Arbitro: | Capozzi (Vicenza) |

|  |           |                            |
|  | Marcatori | 23’ Zaffaroni 86’ D. Corti |

## Statistiche

### Statistiche di squadra
| Competizione         | Punti | In casa | In casa | In casa | In casa | In casa | In casa | In trasferta | In trasferta | In trasferta | In trasferta | In trasferta | In trasferta | Totale | Totale | Totale | Totale | Totale | Totale | DR  |
| Competizione         | Punti | G       | V       | N       | P       | Gf      | Gs      | G            | V            | N            | P            | Gf           | Gs           | G      | V      | N      | P      | Gf     | Gs     | DR  |
| -------------------- | ----- | ------- | ------- | ------- | ------- | ------- | ------- | ------------ | ------------ | ------------ | ------------ | ------------ | ------------ | ------ | ------ | ------ | ------ | ------ | ------ | --- |
| Serie C1             | 63    | 17      | 9       | 7       | 1       | 34      | 17      | 17           | 8            | 5            | 4            | 28           | 19           | 34     | 17     | 12     | 5      | 62     | 36     | +26 |
| Play-off             |       | 2       | 1       | 0       | 1       | 4       | 3       | 2            | 1            | 0            | 1            | 3            | 3            | 4      | 2      | 0      | 2      | 7      | 6      | +1  |
| Coppa Italia         | -     | 1       | 1       | 0       | 0       | 2       | 1       | 2            | 0            | 1            | 1            | 1            | 3            | 3      | 1      | 1      | 1      | 3      | 4      | -1  |
| Coppa Italia Serie C | -     | 2       | 0       | 1       | 1       | 1       | 3       | 2            | 1            | 0            | 1            | 3            | 1            | 4      | 1      | 1      | 2      | 4      | 4      | 0   |
| Totale               | -     | 22      | 11      | 8       | 3       | 41      | 24      | 23           | 10           | 6            | 7            | 35           | 26           | 45     | 21     | 14     | 10     | 76     | 50     | +26 |